# حزب اليسار الاشتراكي
حزب اليسار الاشتراكي هو حزب سياسي اشتراكي في نمسا.
تأسس الحزب في.000.
قائد الحزب هو Sonja Grusch. ينشر الحزب Vorwärts.
في الانتخابات البرلمانية لعام 2002 حصل الحزب على 3 906 صوت (0.08%). لكن الحزب أخفق في الفوز بأي مقعد في البرلمان.

## مواقع خارجية
- SLP